# كمان جهير
الكمان الجهير (بالإنجليزية: Cello)‏، والمعروف أيضًا باسم تشيلو، هو آلة وترية تنتمي لعائلة الكمان، يتميز بحجمه الكبير نسبيًا مقارنةً بالكمان العادي. يُصنع الكمان الجهير عادةً من الخشب ويحتوي على أربعة أوتار، ويغطي مجالًا صوتيًا يصل إلى حوالي أربعة أوكتافات. على الرغم من أن الكمان الجهير يشبه الكمان في الشكل، إلا أنه أكبر حجمًا وأكثر سماكة، مما يتيح له إنتاج نغمات أكثر انخفاضًا. أثناء العزف، يُوضع الكمان الجهير بين ركبتي العازف، ويستند إلى الأرض بواسطة سيخ معدني مثبت في قاعدته لضمان استقرار الآلة.

## تاريخ التشيلو
ظهر الكمان الجهير (التشيلو) لأول مرة في عام 1560 في إيطاليا على يد صانع الكمان الشهير أندريا أماتي. في البداية، كان التشيلو يُستخدم كآلة مساندة في الفرق الموسيقية، حيث كان يضيف نغمات الباص العميقة لدعم الآلات الأخرى. لكن خلال عصر الباروك، بدأ التشيلو يكتسب دورًا أكثر بروزًا، خصوصًا عندما قام يوهان سباستيان باخ بتأليف متتاليات للتشيلو المنفرد، حيث قدَّم الآلة دون مصاحبة أي آلات أخرى، مما أظهر إمكانياتها الموسيقية الكاملة. كما قام أنطونيو فيفالدي بتأليف كونشيرتو للتشيلو، ليعزز من مكانة الآلة. لاحقًا، استمر الاهتمام بالتشيلو، حيث ألَّف يوهانس برامز كونشيرتو شهيرًا للتشيلو، مما زاد من شعبيتها واستخدامها كآلة موسيقية رئيسية.

## أشهر مقطوعات التشيلو
هناك العديد من المقطوعات الشهيرة التي كتبت خصيصاً لآلة التشيلو عبر التاريخ، ومن أبرزها:
- متتاليات التشيلو المنفردة (Cello Suites) للموسيقار يوهان سباستيان باخ: تعتبر هذه المجموعة المكونة من ستة متتاليات من أكثر الأعمال شهرة في تاريخ التشيلو. المتتالية الأولى (Prelude from Suite No. 1) هي الأكثر شهرة واستخدامًا في الأفلام والحفلات الموسيقية.
- كونشيرتو التشيلو (Cello Concerto in E minor) للموسيقار إدوارد إلجار: هذا الكونشيرتو يُعد من أهم أعمال التشيلو الأوركسترالية، وهو معبّر للغاية ويمثل الحزن والتأمل بشكل مؤثر.
- كونشيرتو التشيلو رقم 1 (Cello Concerto No. 1) للموسيقار دميتري شوستاكوفيتش: يعد هذا العمل تحديًا تقنيًا لعازفي التشيلو، ويعكس الكثير من القوة والعمق الموسيقي.
- سوناتا التشيلو (Cello Sonata) للموسيقار لودفيج فان بيتهوفن: بيتهوفن كتب العديد من الأعمال للتشيلو، والسوناتات من بينها تحتل مكانة خاصة بسبب التفاعل بين التشيلو والبيانو.
- أداجيو لأوتار التشيلو (Adagio for Strings) للموسيقار صامويل باربر: رغم أنها لم تكن مكتوبة في الأصل للتشيلو، فإن هذا العمل أُعيد توزيعه وأصبح من المقطوعات الشهيرة التي يتم عزفها على التشيلو لجمالها وعاطفيتها العميقة.

## أشهر عازفين التشيلو
هناك العديد من عازفي التشيلو المشهورين الذين تركوا بصمة كبيرة في عالم الموسيقى الكلاسيكية. من أشهرهم:
- بابلو كازالس (Pablo Casals).
- يو-يو ما (Yo-Yo Ma).
- جاكلين دو بري (Jacqueline du Pré).
- مسلاف روستروبوفيتش (Mstislav Rostropovich).
- ستيفن إيسرليس (Steven Isserlis).